# Томахок (Висконсин)
Томахок (енгл. Tomahawk) град је у америчкој савезној држави Висконсин.

## Демографија
По попису из 2010. године број становника је 3.397, што је 373 (-9,9%) становника мање него 2000. године.
| Група             | 2000.         | 2010.         |
| Белци             | 3.674 (97,5%) | 3.270 (96,3%) |
| Афроамериканци    | 2 (0,1%)      | 6 (0,2%)      |
| Азијати           | 25 (0,7%)     | 22 (0,6%)     |
| Хиспаноамериканци | 29 (0,8%)     | 34 (1,0%)     |
| Укупно            | 3.770         | 3.397         |